# Alejandro José Colonna-Walewski
Alejandro, Conde Colonna-Walewski (4 de mayo de 1810 - 27 de octubre de 1868) fue un político y diplomático franco-polaco. Hijo ilegítimo de Napoleón I y su amante, la condesa Maria Walewska.

## Primeros años
Nació cerca de Varsovia, en Polonia. En 1814, acompañó a su madre la isla de Elba a visitar a su padre biológico, quien en 1812 lo había nombrado conde Waleswski en la nobleza imperial. Cuando contaba con catorce años se negó a entrar al ejército ruso, escapando a Londres y luego a París, donde el gobierno se negó a extraditarlo ante las autoridades rusas. En 1830, el rey Luis Felipe I lo envió a Polonia, donde luchó por la independencia polaca durante el Levantamiento de Noviembre, siendo delegado del gobierno revolucionario en Londres en busca de apoyo británico. Sin embargo, después de la toma de Varsovia, se naturalizó francés y fue nombrado ayudante del mariscal Étienne Maurice Gérard.

### Matrimonios, relaciones e hijos
Al año siguiente, en 1831, se casó con lady Catherine Caroline Montagu, hija de George Montagu, 6.º conde de Sandwich, con quien tuvo dos hijos. Sin embargo, lady Caroline falleció en París dos años después y él pidió ser enviado a África, donde fue nombrado capitán de la Legión Extranjera francesa, después cazador en los Chasseurs d'Afrique (Cazadores de África) y, finalmente, director de Asuntos Árabes en Orán, Argelia. Sus dos hijos fallecieron en 1833 y 1835.
En 1846, se casó en segundas nupcias con Maria Anna Catherine Clarissa Cassandra di Ricci, hija de Zenobio, conde de Ricci, y de la princesa Isabella Poniatowska. La pareja tuvo cuatro hijos, aunque, ya antes, en 1844, el conde Walewski había tenido un hijo ilegítima con Rachel Félix, amante de Víctor Hugo.

## Vida pública
A su regreso a Francia, pasó como capitán de húsares, pero renunció en 1837 y comenzó a escribir para teatro y prensa. Se ha especulado que colaboró con Alexandre Dumas en Mademoiselle de Belle-Isle y en una comedia, L'école du monde, producida por el Teatro Francés, en 1840. Ese mismo año, vendió el periódico Le Messager des chambres al entonces ministro de Asuntos Exteriores, Adolphe Thiers, quien lo envió en una misión al sultán Mehmet Alí, en Egipto, y luego François Guizot, a Argentina para colaborar al embajador británico, lord Howden.
En 1848, su primo, el príncipe Luis-Napoleón Bonaparte, fue elegido presidente de la Segunda República francesa. Fue nombrado ministro en Florencia (1849) y embajador en Nápoles (1850), Madrid (1851) y Londres (1851), siendo en esta última ciudad donde negoció el reconocimiento del Segundo Imperio Francés, después de golpe de Estado de su primo.
En 1855, fue nombrado senador y ese mismo año fue nombrado ministro de Asuntos Exteriores en reemplazo de Édouard Drouyn de Lhuys. Al año siguiente, como representante francés, presidió la Conferencia de París que puso solución a la Guerra de Crimea.
Se opuso a su primo, el emperador, con respecto a los intereses franceses en Italia, renunciando a su puesto en 1860.

## Órdenes
14 de julio de 1859: Caballero de la Suprema Orden de la Santísima Anunciación. (Reino de Cerdeña)